# Andorras försvarsmakt
Andorras försvarsmakt utgörs i teorin av Sometenten, den traditionella milisen bestående av alla vapenföra män. Den kan mobiliseras vid inre kriser eller naturkatastrofer. Poliskåren är ansvarig för den inre säkerheten sedan 1930-talet. Ett frivillig garde med 12 gardister genomför ceremoniella uppgifter. Spanien och Frankrike garanterar landets suveränitet, oberoende och territoriella integritet.

## Försvarsavtal
Den 3 juni 1993 slöt Andorras regering och de två skyddsmakterna Spanien och Frankrike ett försvarsavtal.

## Historia
Före första världskriget hade Andorra en beväpnad milisstyrka på cirka 600 deltidsmilismän under överinseende av en kapten (Capità eller Cap de Sometent) och en löjtnant (Desener eller Lloctinent del Capità). Denna styrka tjänstgjorde inte utanför furstendömet och stod under högsta befäl  av två ståthållare (Veguer) utsedda av Frankrike och biskopen av Urgell.

## Idag
I modern tid har Somententen bestått av en mycket liten grupp frivilliga  som är villiga att utföra ceremoniella uppgifter. Uniformer och vapen går i arv från generation till generation inom familjer och lokalsamhällen.
Alla vapenföra män är dock enligt lagen värnpliktiga med ett krav på att varje familj ska ha tillgång till ett skjutvapen. På senare tid har det bara varit ett allmänt uppbåd av Sometenten och det var under översvämningarna 1982 i de katalanska Pyrenéerna.